# Brussels Cycling Classic 2018
La 98e édition de la Brussels Cycling Classic a eu lieu le 1er septembre 2018. Elle fait partie du calendrier UCI Europe Tour 2018 en catégorie 1.HC.

## Équipes
| WorldTeams (8)- Groupama-FDJ - AG2R La Mondiale - Astana - Bora-Hansgrohe - Lotto Soudal - Quick-Step Floors - Trek-Segafredo - UAE Team Emirates Équipes continentales professionnelles (14)- Cofidis, Solutions Crédits - Delko-Marseille Provence-KTM - Direct Énergie - Israel Cycling Academy - Nippo-Vini Fantini-Europa Ovini - Roompot-Nederlandse Loterij - Sport Vlaanderen-Baloise - Fortuneo-Samsic - Vérandas Willems-Crelan - Vital Concept - Wanty-Groupe Gobert - WB-Aqua Protect-Veranclassic - Wilier Triestina-Selle Italia - CCC Sprandi Polkowice Équipes continentales (2)- Cibel-Cebon - Development Team Sunweb |
| |

## Classements

### Classement final
.
| \| Classement général \| Classement général \| Classement général \| Classement général \| Classement général \| \| Coureur \| Coureur \| Pays \| Équipe \| Temps \| \| ------------------ \| ------------------ \| ------------------ \| ------------------------------- \| ------------------ \| \| 1er \| Pascal Ackermann \| Allemagne \| Bora-Hansgrohe \| 4 h 35 min 12 s \| \| 2e \| Jasper Stuyven \| Belgique \| Trek-Segafredo \| + 0 s \| \| 3e \| Thomas Boudat \| France \| Direct Énergie \| + 1 s \| \| 4e \| Florian Sénéchal \| France \| Quick-Step Floors \| + 1 s \| \| 5e \| Juan José Lobato \| Espagne \| Nippo-Vini Fantini-Europa Ovini \| + 1 s \| \| 6e \| Lorrenzo Manzin \| France \| Vital Concept \| + 1 s \| \| 7e \| Kenny Dehaes \| Belgique \| WB-Aqua Protect-Veranclassic \| + 1 s \| \| 8e \| Bert Van Lerberghe \| Belgique \| Cofidis, Solutions Crédits \| + 1 s \| \| 9e \| Timothy Dupont \| Belgique \| Wanty-Groupe Gobert \| + 1 s \| \| 10e \| Jonas Koch \| Allemagne \| CCC Sprandi Polkowice \| + 1 s \| |                    |           |                                 |                 |
| |                    |           |                                 |                 |
| Source : ProCyclingStats |                    |           |                                 |                 |
| Classement général |                    |           |                                 |                 |
| Coureur | Coureur            | Pays      | Équipe                          | Temps           |
| 1er | Pascal Ackermann   | Allemagne | Bora-Hansgrohe                  | 4 h 35 min 12 s |
| 2e | Jasper Stuyven     | Belgique  | Trek-Segafredo                  | + 0 s           |
| 3e | Thomas Boudat      | France    | Direct Énergie                  | + 1 s           |
| 4e | Florian Sénéchal   | France    | Quick-Step Floors               | + 1 s           |
| 5e | Juan José Lobato   | Espagne   | Nippo-Vini Fantini-Europa Ovini | + 1 s           |
| 6e | Lorrenzo Manzin    | France    | Vital Concept                   | + 1 s           |
| 7e | Kenny Dehaes       | Belgique  | WB-Aqua Protect-Veranclassic    | + 1 s           |
| 8e | Bert Van Lerberghe | Belgique  | Cofidis, Solutions Crédits      | + 1 s           |
| 9e | Timothy Dupont     | Belgique  | Wanty-Groupe Gobert             | + 1 s           |
| 10e | Jonas Koch         | Allemagne | CCC Sprandi Polkowice           | + 1 s           |